# Machereo
Nella mitologia greca,  Machereo era il nome di uno dei figli di Daita, un sacerdote del tempio di Delfi.

## Il mito
Machereo secondo una delle versioni del mito è stato l'assassino di Neottolemo, l'eroe infatti aveva obiettato su alcune regole a cui erano imposti i sacerdoti di Apollo, oppure perché aveva rubato i soldi dell'elemosina e incendiato il tempio stesso..

## Etimologia
In greco il nome Machereo significa "l'uomo dal coltello".

### Fonti
- Pindaro, Nemea VII, 62
- Pseudo-Apollodoro, Epitome, VI, 14
- Pausania Libro X, 24,4

### Moderna
- Pierre Grimal, La mitologia greca, Roma, Newton, 2006, ISBN 88-541-0577-5.